# 小行星4937
小行星4937（4937 Lintott）是一颗围绕太阳公转的小行星。1986年2月1日，亨利·德波鸿诺在拉西拉天文台发现了此天体。
这颗小行星的绝对星等为336.2067543320148等。